# Nicole Green (Leichtathletin, 1971)
Nicole Green (* 28. Oktober 1971) ist eine ehemalige US-amerikanische Sprinterin, die sich auf den 400-Meter-Lauf spezialisiert hatte.
1995 wurde sie für die Kansas State University startend NCAA-Meisterin. Bei den Weltmeisterschaften in Göteborg wurde sie im Vorlauf der 4-mal-400-Meter-Staffel eingesetzt und trug so zum Gewinn der Goldmedaille für das US-Team bei.
Ihre Bestzeit von 51,09 s stellte sie am 17. Juni 1996 in Atlanta auf.